# Валиханов, Чингиз Валиевич
Чинги́с Вали́евич Валиха́нов (каз. Шыңғыс Уәлиұлы Уәлиханов; род. 1811, ставка Вали-хана в Сырымбете — 1895, поселение Сырымбет) — старший султан Кокчетавского округа, внук Абылай-хана, сын Вали-хана, отец Чокана Валиханова. Казахский общественный деятель Западно-Сибирского генерал-губернаторства, полковник Императорской армии РИ.

## Биография
Со слов матери Айганым ханым, после получения начального образования в сельской местности поступил в военное училище в Омске. Окончив училище в звании майора, стал старшим султаном округов Аманкарагай (1834-1844), Кушмурун (1844-1853), Кокшетау (1857-1868). В 1853-1857 годах — консультант в управлении по делам сибирских казахов в Омской области. 1856 году участвовал в числе приглашенных знатных казахов на коронации императора Российской империи Александра II. Принимал участие в хозяйственной и общественной жизни, в реконструкции образа жизни казахов. Оказал поддержку национально-освободительному движению Кенесары Касымова. Валиханов установил дружеские отношение с декабристами, путешественниками, учеными и деятелями сферы просвещения и высоко ценил роль науки, помогал Русскому географическому обществу при сборе этнографических, научных материалов про образ жизни в степи казахского народа. Данные экспонаты, собранные Валихановым, были показаны на выставках в Москве, на 3-м Конгрессе востоковедов в Санкт-Петербурге. В 1868 году вышел в отставку в чине полковника.
Собранные этнографические коллекции по сей день хранятся в музеях Москвы, Санкт-Петербурга, Омска и Гамбурга. За службу был награждён несколькими орденами и медалями Российской империи.